# Западное Йоркширское дерби

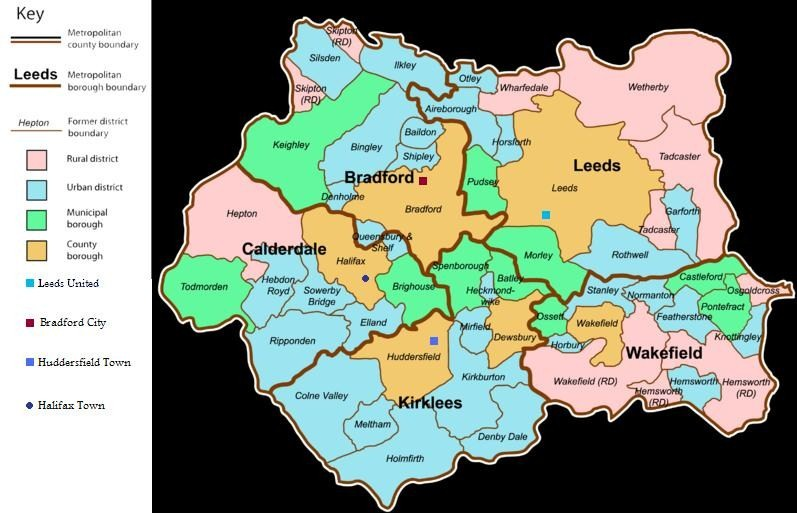
Футбольные клубы Западного Йоркшира

Западное йоркширское дерби — футбольные матчи между тремя английскими футбольными клубами из Западного Йоркшира — «Брэдфорд Сити», «Лидс Юнайтед» и «Хаддерсфилд Таун». Противостояние распространилось и на регбийные клубы этого региона.

## История
В 2007 году «Лидс» перешёл в Лигу 1, но переход «Брэдфорда» в Лигу 2 не позволил возобновиться полноценному дерби. В сезоны с 2010 по 2012 год все три клуба находились в разных дивизионах: «Брэдфорд» — Лига 2, «Хаддерсфилд» — Лига 1, «Лидс» — Чемпионшип. С переходом «Хаддерсфилда» в Чемпионшип дерби возобновилось.
Борьба «Брэдфорда» и «Лидса» является главнейшей в этом дерби, что обусловлено рядом факторов и историей (например вхождением в общую агломерацию).
Матчи между «Брэдфорд Сити» и «Хаддерсфилд Таун» из-за их долгого пребывания в общих лигах отличались интересной игрой и упорной борьбой. Так, 1 февраля 1997 года защитник «Хаддерсфилда» Кэвин Грей сломал ногу нападающему «Брэдфорда» Гордону Уотсону. Благодаря подкату перелом был в двух местах. Уотсон являлся самым дорогим приобретением команды, его покупка обошлась в £575 000. После нескольких операций и двухлетнего восстановления он отыграл несколько матчей за свой клуб перед уходом. В октябре 1998 года Высокий суд Лидса присудил ему £900 000 на восстановление ущерба, он стал вторым подобным футболистом за всю историю.
В противоборстве «Лидса» и «Хаддерсфилда» уже минул 61 матч, из которых в 25 победу взял «Хаддерсфилд», в 19 — «Лидс», а в 17 фиксировалась ничья.

## Другие региональные дерби
Противостояние «Брэдфорд Сити» и «Брэдфорд Парк Авеню» известно как «Брэдфордское дерби». Матчи между «Галифакс Таун» и «Хаддерсфилд Таун» также были дерби регионального масштаба.
До своего расформирования в марте 2010 года «Фарсли Селтик» имел своим единственным соперником «Лидс Юнайтед». Хотя команды расположены в участка метрополитена Лидса, матчам мешало участие в разных дивизионах.
В регби игры между командами Bradford Bulls, Leeds Rhinos, Huddersfield Giants, Batley Bulldogs, Castleford Tigers, Dewsbury Rams, Featherstone Rovers, Halifax RLFC, Hunslet Hawks, Keighley Cougars и Wakefield Trinity Wildcats известны как Западное Йоркширское дерби.